# Пархоменко (Волгоградская область)
Пархоменко — посёлок в Калачёвском районе Волгоградской области России. Входит в состав Зарянского сельского поселения.

## История
Посёлок возник в 1947 году как селение строителей Волго-Донского судоходного канала.
В соответствии с Законом Волгоградской области от 20 января 2005 года № 994-ОД «Об установлении границ и наделении статусом Калачёвского района и муниципальных образований в его составе», посёлок вошёл в состав образованного Зарянского сельского поселения.

## География
Посёлок находится в юго-западной части региона, на берегу Волго-Донского судоходного канала.
Абсолютная высота — 77 метров над уровнем моря.

Климат
классифицируется как влажный континентальный с тёплым летом (согласно классификации климатов Кёппена — Dfa). Среднегодовая температура воздуха положительная и составляет + 8,3 °C. Средняя температура самого холодного января −7,3 °С, самого жаркого месяца июля +24,1 °С. Расчётная многолетняя норма осадков — 382 мм. В течение года количество осадков распределено относительно равномерно: наименьшее количество осадков выпадает в октябре (23 мм), наибольшее количество — в декабре (40 мм).
Часовой пояс
Посёлок Заря, как и вся Волгоградская область, находится в часовой зоне МСК (московское время). Смещение применяемого времени относительно UTC составляет +3:00.

## Население
| 2010 |
| ---- |
| 427  |

Гендерный состав
По данным Всероссийской переписи населения 2010 года в гендерной структуре населения из 427 человек мужчин — 195, женщин — 232 (45,7 и 54,3 % соответственно).
Национальный состав
Согласно результатам переписи 2002 года, в национальной структуре населения русские составляли 81 % от 481 жителя.

## Инфраструктура
Обслуживание судоходного канала. Пристань.

## Транспорт
стоит у автодороги «Западный объезд Волгограда». Остановка «Пархоменко». Автобусный маршрут 118.